# قانون إمكانية الوصول للأشخاص ذوي الإعاقة في أونتاريو 2005
قانون إمكانية الوصول لأصحاب الإعاقات في أونتاريو لعام 2005 (بالإنجليزية: Accessibility for Ontarians with Disabilities Act, 2005)‏ (يُعرف اختصارًا بـ AODA) هو تشريع سُنَّ في عام 2005 من قبل الجمعية التشريعية لأونتاريو في كندا. يهدف هذا القانون إلى تحسين معايير إمكانية الوصول لسكان أونتاريو من ذوي الإعاقة الجسدية والإعاقة الذهنية إلى جميع المؤسسات العامة بحلول عام 2025.
بدأت بعض الشركات باتخاذ خطوات للامتثال لهذا القانون في عام 2005. تعتمد مواعيد الامتثال النهائية على حجم المؤسسة والقطاع الذي تعمل فيه.

## قانون سكان أونتاريو من ذوي الإعاقة
في عام 2001، أقرّت حكومة أونتاريو قانون "سكان أونتاريو من ذوي الإعاقة، 2001"، الذي يلزم الحكومة باعتماد ممارسات تقضي على الحواجز التي تعيق مشاركة الأفراد ذوي الإعاقة. يتم تبني هذه الممارسات بالتشاور مع المجموعات والأفراد المتأثرين أو الممثلين للأشخاص ذوي الإعاقة. وتشمل هذه الممارسات وضع إرشادات للبناء والهياكل، واستئجار العقارات المتوافقة فقط مع هذه الإرشادات، وتوريد المنتجات التي "يجب أن تُراعى فيها إمكانية الوصول للأشخاص ذوي الإعاقة".
العنوان القصير لـ قانون سكان أونتاريو من ذوي الإعاقة هو مشروع القانون 125 - "قانون لتحسين تحديد وإزالة ومنع الحواجز التي يواجهها الأشخاص ذوو الإعاقة ولإجراء تعديلات مرتبطة بذلك على قوانين أخرى". وقد حصل القانون على الموافقة الملكية في 14 ديسمبر 2001، ودخل حيز التنفيذ في 7 فبراير 2002. كان الغرض الأصلي من المشروع هو تحقيق أونتاريو خالية من العوائق للأشخاص ذوي الإعاقة — وهو حق المشاركة الكاملة. وقد ألزم القانون جميع الوزارات الحكومية والحكومات البلدية بإعداد خطط إمكانية وصول تهدف إلى تحديد وإزالة ومنع الحواجز التي تعيق المشاركة في جميع عملياتها. وبحلول 31 ديسمبر 2002، كان مطلوبًا أن تكون جميع المواقع الإلكترونية التابعة للمقاطعة قابلة للوصول. كما طُلب من مؤسسات أخرى إعداد خطط سنوية لمعالجة قضايا إمكانية الوصول، ومنها أنظمة النقل العام، والمستشفيات، ومجالس المدارس المحلية، والجامعات، وكليات الفنون التطبيقية والتكنولوجيا، وغيرها من الوكالات الحكومية.
كان مؤيدو فكرة قانون سكان أونتاريو من ذوي الإعاقة يأملون أن يُلزم الهيئات الحكومية وغيرها من الجهات الخاضعة للقانون بتحديد الحواجز التي تعيق المشاركة الكاملة للأشخاص ذوي الإعاقة، ووضع خطط معقولة لإزالتها ومنع ظهور حواجز جديدة، وكل ذلك ضمن جداول زمنية مناسبة تتماشى مع الموارد المتاحة. كما أرادوا أن يسمح القانون بوضع لوائح تنظيمية بمشاركة مجموعات الإعاقة والمصالح التجارية وغيرها، لتحديد الإجراءات التي يجب تنفيذها لتحقيق أهداف القانون، والجداول الزمنية المناسبة لذلك. وكان من المفترض أن يتضمن القانون آلية فعالة وعادلة وفي الوقت المناسب للتنفيذ.
وقد اعتُبر التشريع ضعيفًا، إذ لم يكن يتضمن آليات تنفيذ، ولم يفرض عقوبات، ولم يحدد مواعيد نهائية. لذلك، قامت مجموعات بالضغط على الحكومة لتحسين التشريع.

## القانون
يشمل نطاق التشريع كلاً من المؤسسات العامة والخاصة. ويستهدف إزالة الحواجز التي تعيق المشاركة.
بحلول عام 2015، تم وضع خمس معايير على شكل لوائح تنظيمية سُنّت من قبل الحكومة.
كان أولها "معيار خدمة العملاء"، والذي دخل حيّز التنفيذ في 1 يناير 2008. ويتطلب هذا المعيار أن يتمكن الأشخاص ذوو الإعاقة من "الحصول على السلع والخدمات واستخدامها والاستفادة منها". يشمل ذلك منح إمكانية دخول الحيوانات المساعدة والمرافقين إلى الأماكن المتاحة للعامة، وتوفير خدمة عملاء ميسّرة، وتطبيق نظام لتلقي الملاحظات.
دخل "اللائحة التنظيمية لمعايير إمكانية الوصول المتكاملة" حيّز التنفيذ في 1 يوليو 2011. وقد شملت ثلاثة معايير فرعية تتعلق بإمكانية الوصول إلى المعلومات والاتصالات، والتوظيف، والنقل. وفي 1 يناير 2013، دخل "معيار تصميم الأماكن العامة (البيئة المبنية)" حيّز التنفيذ، وأُدمج ضمن "اللائحة التنظيمية لمعايير إمكانية الوصول المتكاملة".